# Gonzalo Lacalle Leloup
Gonzalo Lacalle Leloup (Bilbao, julio de 1920-Madrid, 26 de diciembre de 2010) fue un político y empresario español.

## Biografía
Participó en la guerra civil española como voluntario requeté en el bando nacional. Abogado del Estado, fue alcalde de Vitoria entre 1951 y 1956 e impulsó diversas reformas en la ciudad, entre ellas, la zona industrial del norte. En virtud de su condición de alcalde de capital de provincia, también desempeñó el cargo de procurador en las Cortes Españolas durante tres legislaturas.
Al fallecer el gobernador Joaquín Benjumea Burín, Lacalle asumió las funciones de gobernador del banco de España entre 1964 y 1965. Posteriormente fue director del Consejo Superior Bancario, un órgano de asesoramiento del Ministerio de Hacienda y del Banco de España. Fue además subsecretario del Tesoro, vocal de la ponencia de financiación de la Comisaría del III Plan de Desarrollo 1972-1975, presidente de Papelera del Carmen, vocal de Standard Eléctrica y consejero delegado de Sarrió.

## Familia
Era hermano del General Álvaro de Lacalle Leloup. Estuvo casado con María del Carmen de Noriega Ruiz, natural de Colombres, con quien tuvo once hijos.